# Kinokunia
Kinokunia là một chi bọ cánh cứng trong họ 
Elateridae.
Chi này được miêu tả khoa học năm 1998 bởi Kishii.

## Các loài
Chi này có các loài:
- Kinokunia yoshidai Kishii, 1998